# Ivan Patzaichin
Ivan Patzaichin (26. listopadu 1949, Crișan, Rumunsko – 5. září 2021, Bukurešť) byl rumunský rychlostní kanoista.
Vyhrál čtyři zlaté olympijské medaile. Na olympiádě v Mexiku roku 1968 vybojoval zlato v kategorii C2 na 1000 metrů (ve dvojici se Sergheiem Covaliovem), v Mnichově 1972 v sólo závodě C1 na 1000 metrů, v Moskvě 1980 znovu v C2 na 1000 metrů (ve dvojici s Tomou Simionovem) a ve stejné kategorii a disciplíně triumfoval i v Los Angeles roku 1984, znovu spolu se Simionovem. Krom toho má z olympiád ještě tři stříbra.
Měl též sbírku 22 medailí z mistrovství světa v kanoistice (9 zlatých, 4 stříbrné a 9 bronzových), které získal v letech 1970–1983.
Závodil za klub Dinamo Bukurešť.
Byl příslušníkem Lipovanů, ruské menšiny v Rumunsku.